# Kenny Elissonde
Kenny Elissonde (* 22. července 1991) je francouzský profesionální silniční cyklista jezdící za UCI WorldTeam Cofidis.

## Kariéra
Elissonde, jenž je vrchařský specialista, vyhrál dvacátou etapu Vuelty a España 2013 s cílem na Alto de El Angliru.
V září 2016 bylo oznámeno, že Elissonde podepsal dvouletou smlouvu s UCI WorldTeamem Team Sky od roku 2017. Stal se tak prvním Francouzem v tomto týmu od roku 2010, kdy byl v prvotní sestavě zahrnut Nicolas Portal. V srpnu 2020 byl jmenován na startovní listině Tour de France 2020.
Na Tour de France 2021 získal Elissonde cenu bojovnosti po jedenácté etapě, v níž dojel druhý za vítězným Woutem van Aertem. Na Vueltě a España 2021 se dostal do úniku ve třetí etapě a dojel třetí. O 2 dny později se dostal na 1 etapu do čela závodu a mohl si tak obléct červený dres pro lídra celkového pořadí.

## Hlavní výsledky
2008
Národní šampionát
 vítěz silničního závodu juniorů
2009
Tour du Valromey
8. místo celkově
 vítěz vrchařské soutěže
vítěz etap 1 a 3
2010
Giro della Valle d'Aosta Mont Blanc
7. místo celkově
2011
Ronde de l'Isard
 celkový vítěz
vítěz 2. etapy
7. místo Lutych–Bastogne–Lutych Espoirs
2012
Paříž–Corrèze
 vítěz bodovací soutěže
vítěz 2. etapy
Route du Sud
4. místo celkově
2013
Vuelta a España
vítěz 20. etapy
Tour de l'Ain
7. místo celkově
 vítěz soutěže mladých jezdců
7. místo Boucles de l'Aulne
Kolem Ománu
8. místo celkově
 vítěz soutěže mladých jezdců
2014
Route du Sud
7. místo celkově
2015
7. místo Tre Valli Varesine
2016
Vuelta a España
lídr  po etapách 14 – 19
2017
Herald Sun Tour
3. místo celkově
Route du Sud
3. místo celkově
2018
Route d'Occitanie
3. místo celkově
Vuelta a Burgos
10. místo celkově
2019
Herald Sun Tour
7. místo celkově
2020
7. místo Mont Ventoux Dénivelé Challenge
2021
6. místo Mont Ventoux Dénivelé Challenge
Vuelta a España
lídr  po 5. etapě
Tour de France
 cena bojovnosti po 11. etapě
2022
Giro di Sicilia
5. místo celkově
Vuelta a Burgos
10. místo celkově
2023
Tour de l'Ain
2. místo celkově

### Výsledky na Grand Tours
| Grand Tour      | 2013 | 2014 | 2015 | 2016 | 2017 | 2018 | 2019 | 2020 | 2021 | 2022 | 2023 | 2024 |
| --------------- | ---- | ---- | ---- | ---- | ---- | ---- | ---- | ---- | ---- | ---- | ---- | ---- |
| Giro d'Italia   | —    | —    | 46   |      | DNF  | 51   | —    | —    | —    | —    | —    | —    |
| Tour de France  | —    | —    | —    | —    | —    | —    | —    | 25   | 36   | —    | —    | —    |
| Vuelta a España | 33   | DNF  | 16   | 20   | —    | —    | —    | DNF  | DNF  | 64   | 50   | DNF  |

| —   | Nezúčastnil se |
| DNF | Nedokončil     |